# Mohammed bin Salman

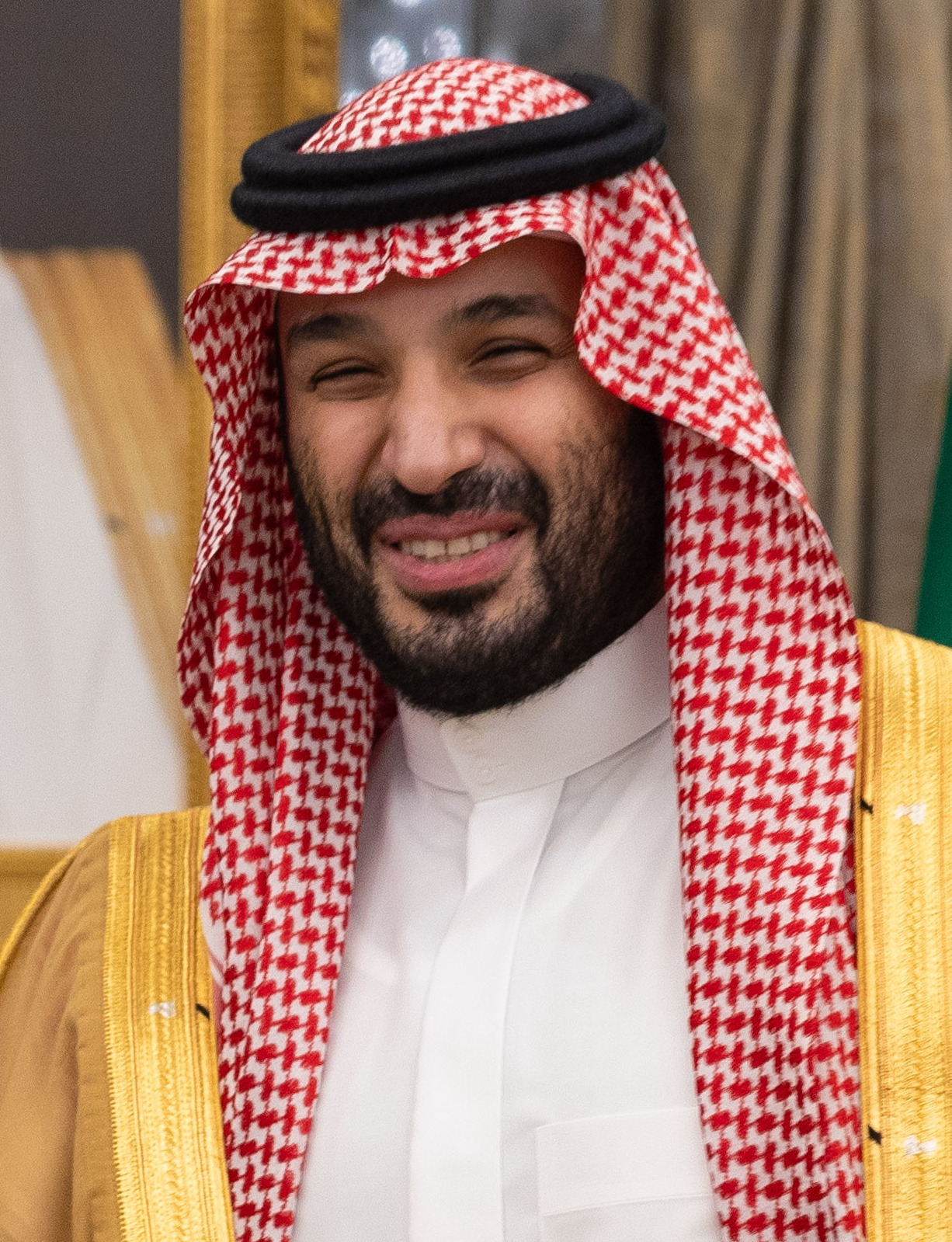
Mohammed bin Salman (2023)

Prinz Mohammed bin Salman bin Abdulaziz Al Saud (arabisch محمد بن سلمان بن عبد العزيز آل سعود, DMG Muḥammad b. Salmān b. ʿAbd al-ʿAzīz Āl Saʿūd; * 31. August 1985 in Dschidda) ist seit 2017 Kronprinz und seit 2022 Premierminister Saudi-Arabiens. Er ist außerdem Vorsitzender des Rats für Wirtschaft und Entwicklung und des Rates für politische und Sicherheitsangelegenheiten. Bis zu seiner Berufung zum Premierminister im September 2022 bekleidete er seit Januar 2015 das Amt des Verteidigungsministers und seit Juni 2017 das des Ersten Stellvertretenden Premierministers, nachdem er von April 2015 bis Juni 2017 zunächst Stellvertretender Kronprinz und Zweiter Stellvertretender Premierminister war. Er gilt als De-facto-Herrscher des Landes.
Bin Salman unterzog das Königreich grundlegenden Reformen; 2018 wurde auf seinen Geheiß in Saudi-Arabien der Verhüllungszwang für Frauen abgeschafft, Frauen wurde im selben Jahr außerdem erlaubt, einen Führerschein zu machen und Auto zu fahren. Ein Jahr später wurde die Geschlechtertrennung in der Öffentlichkeit aufgehoben. Als Premierminister versucht bin Salman durch Milliardeninvestionen in Touristik (wie bspw. den Aufbau der Planstadt Neom) und Sport und Unterhaltung (wie die Abhaltung von LIV-Golf-Touren, Formel-1-Rennen, Tennis- und E-Sport-Events, Fußball-Weltmeisterschaft 2034 und Musikfestivals) die gesellschaftliche Öffnung des Landes zu unterstreichen, das Land attraktiv für ausländische Investoren und Touristen zu machen, um das Königreich unabhängiger vom Ölgeschäft werden zu lassen. Sein Vorgehen gegen Kontrahenten und Aktivisten, insbesondere die Ermordung von Jamal Khashoggi, wurde und wird von Kritik begleitet. Ebenso die von ihm begonnene saudische Militärintervention und die daraus resultierende Humanitäre Katastrophe im Jemen, durch welche mindestens 85.000 Kinder an Unterernährung und Krankheit starben, wird kritisiert.

## Herkunft und Werdegang
Mohammed bin Salman gehört zur Dynastie der Saud und ist väterlicherseits ein Enkel des Staatsgründers Ibn Saud. Er wurde als Sohn des späteren Königs Salman und dessen dritter Frau Fahda Al Hithlain geboren. Dabei ist er der insgesamt siebte Sohn seines Vaters und der erste aus dessen Ehe mit Fahda Al Hithlain. Die Ernennung Mohammed bin Salmans zum Thronfolger bedeutete einerseits einen Generationenwechsel, da nach der Herrschaft Ibn Sauds (1932 bis zu seinem Tode 1953) diesem bisher stets einer seiner Söhne als König gefolgt war, wobei inzwischen allerdings nur noch wenige Söhne am Leben und diese hochbetagt sind, andererseits eine Abkehr vom Senioratsprinzip, das in der Thronfolge bislang zwar nicht immer streng, aber grundsätzlich eingehalten worden war.
Mohammed bin Salman nahm in seiner Jugend an Sitzungen seines Vaters König Salman in seiner damaligen Funktion als Gouverneur von Riad teil. Er studierte an der König-Saud-Universität in Riad und erhielt einen Bachelor in islamischer Rechtswissenschaft. Neben seiner Tätigkeit als Projektentwickler auf dem Immobilienmarkt von Riad umfasste sein privatwirtschaftliches Engagement unterschiedliche Firmenbeteiligungen (Krankenhauskooperation, Rohstoffhandel, Fischzuchtbetrieb und Restaurants). 2011 gründete er die wohltätige Misk-Stiftung zur Förderung der saudischen Jugend und Kultur.
Von 2014 bis 2015 war er Staatsminister und Kabinettsmitglied. Als sein Vater Salman im Alter von 79 Jahren König wurde, ernannte er mit seiner ersten Amtshandlung am 23. Januar 2015 den damals 29-Jährigen zum jüngsten Verteidigungsminister der Welt. Außerdem wurde er zum Chef des Königshofes ernannt, der den Zugang zum König kontrolliert. Am 29. April 2015 wurde Mohammed bin Naif anstelle von Muqrin bin Abdulaziz, einem jüngeren Halbbruder des Königs, zum ersten Kronprinzen bestimmt. Mohammed bin Naifs bisherige Position als stellvertretender Kronprinz nahm nun Mohammed bin Salman ein. Außerdem wurde er zum Aufsichtsratsvorsitzenden des staatlichen Erdölunternehmens Saudi Aramco ernannt und leitete das für die Sozial- und Wirtschaftspolitik Saudi-Arabiens zuständige Entscheidungsorgan. Durch diese Funktionen konsolidierte Mohammed bin Salman eine umfangreiche Machtkontrolle.

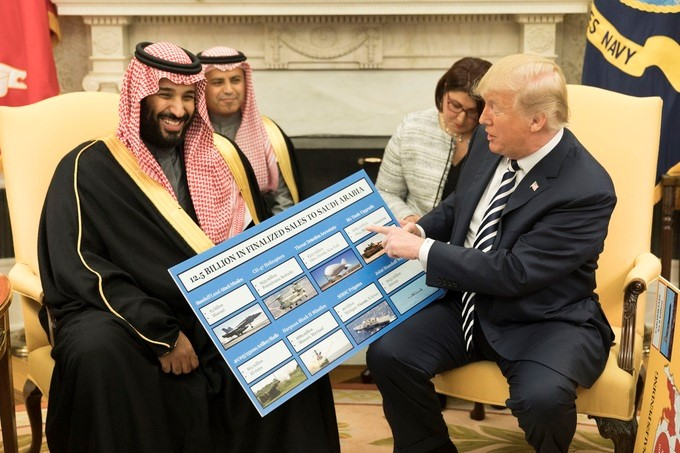
Mohammed bin Salman und Donald Trump (2018)

Am 20. Juni 2017 wurde die Thronfolge in Saudi-Arabien durch König Salman geändert. Anstelle von Prinz Mohammed bin Naif stieg Mohammed bin Salman zum Kronprinzen auf. Mohammed bin Naif musste außerdem von seiner Position als Innenminister zurücktreten. Seitdem wurde Mohammed bin Salman in seiner Machtausübung nur noch durch den Vater beschränkt. Ein neuer stellvertretender Kronprinz wurde seit Mohammed bin Salmans Aufstieg zum Kronprinzen nicht mehr ernannt.
Im April 2020 schaffte Saudi-Arabien auf sein Geheiß das Auspeitschen und die Todesstrafe für Minderjährige ab. Stattdessen beträgt die Höchststrafe für Minderjährige nun eine zehnjährige Haft in einem Jugendgefängnis. Gleichzeitig hat sich die Ausführung der Todesstrafe seit seiner Ernennung zum Kronprinzen auf durchschnittlich 129,5 jährliche Hinrichtungen bis 2020 fast verdoppelt.
Im September 2022 übertrug ihm sein Vater das Amt des Premierministers. Bin Salman war zuvor stellvertretender Premierminister.
Seitdem stieg die Ausführung der Todesstrafe weiter. So wurden 2024 insgesamt 345 Hinrichtungen durchgeführt, etwa doppelt so viele wie im Jahr zuvor.

## Vision 2030
Mohammed bin Salman veröffentlichte 2016 mit seiner Saudi Vision 2030 eine gesellschaftspolitische und ökonomische Reformagenda für Saudi-Arabien. Saudi-Arabien will die Abhängigkeit von seinen Öl-Einnahmen reduzieren und eine Diversifizierung der Wirtschaft erreichen. Die Vision 2030 umfasst den Ausbau von Kultur- und Unterhaltungsangeboten und die Steigerung der Partizipation von Frauen am Erwerbsleben.
Eine zentrale Rolle für die Umsetzung der Vision 2030 nehmen der staatliche Ölkonzern Saudi Aramco und der Staatsfonds Public Investment Fund (PIF) ein. bin Salman wurde Vorsitzender jenes Staatsfonds. Die Vision 2030 sieht die Teilprivatisierung und Transformierung Saudi Aramcos vor, um in anderen Sektoren als dem Öl-Sektor tätig werden zu können.

### Neom
Auf der erstmals 2017 durchgeführten Future Investment Initiative Konferenz (“Davos in the Desert”) konkretisierte Mohammed bin Salman seine Pläne mit der Vorstellung einer Sonderwirtschaftszone Neom im Dreiländereck mit Ägypten und Jordanien.  Im Januar 2021 kündigte Mohammed bin Salman an, im März den Bau einer emissions- und autofreien 170 km langen, 200 Meter breiten und 500 Meter hohen Stadt mit dem Namen The Line auf dem Gebiet von Neom beginnen zu wollen. Die Erwartungen wurden 2024 bereits auf eine Strecke von 2,4 km zurückgeschraubt, die 2030 fertiggestellt sein soll.
NEOM wird zum einen aufgrund der schlechten Behandlung der Arbeiter und zum anderen wegen der Vertreibung der dort lebenden Beduinen kritisch gesehen. So wurde Abdul Rahim al-Huwaiti im April 2022 von saudischen Sicherheitskräften erschossen. Er hatte Tage zuvor Widerstand gegen die Zwangsräumung seines Hauses in der Provinz Tabuk geleistet.
Vor allem der Vorwurf von Greenwashing steht im Raum. Das Projekt wurde von Der Spiegel als nicht nachhaltig und dystopisch beschrieben. Auch die Umsetzbarkeit wird angezweifelt. Aufgefallen sei das Projekt vor allem durch große Pläne und aufwendig produzierte Werbevideos. NEOM soll insgesamt 500 Milliarden Dollar kosten.

### Public Investment Fund
Ziel Mohammed bin Salmans für den Public Investment Fund ist sein Ausbau zum größten Staatsfonds der Welt. Im Januar 2021 kündigte der Kronprinz an, das Vermögen des PIF bis 2025 auf 1 Billion Dollar verdoppeln zu wollen.

### Privatisierung Saudi Aramcos
Saudi Aramco wurde im Zuge der Vision 2030 enger an den Staatsfonds PIF gebunden. Im Dezember 2019 wurden 1,5 % der Anteile an Saudi Aramco privatisiert und an Saudi-Arabiens Börse Tadawul gebracht. Die Einnahmen des Börsengangs flossen an den Staatsfonds PIF. Im April 2021 kündigte Mohammed bin Salman an, einen weiteren 1-%-Anteil von Saudi Aramco verkaufen zu wollen.

### Investitionen in Tourismus, Unterhaltung und Technologie

#### Generell
Mohammed hat seit seiner Ernennung zum faktischen Herrscher Saudi-Arabiens im Jahr 2017 beispiellose Ausgaben für den Sport vorangetrieben und sich in dem Zusammenhang eifrig darum bemüht, Top-Sportereignisse nach Saudi-Arabien zu holen, darunter die Fußball-Weltmeisterschaft 2034 und die Asienspiele 2029. Mohammed sagte, dieser Ansatz sei von zentraler Bedeutung für das Ziel des Landes, 2023 zu den zehn beliebtesten Reisezielen der Welt zu werden, und erklärte: „Wenn Sie eine Wirtschaft diversifizieren wollen, müssen Sie in allen Sektoren arbeiten: Bergbau, Infrastruktur, Fertigung, Transport, Logistik, all das … Ein Teil davon ist der Tourismus, und wenn Sie den Tourismus entwickeln wollen, ist ein Teil davon die Kultur, ein Teil davon ist Ihr Sportsektor“.
Der religiöse Tourismus soll durch die Kommerzialisierung des Haddsch von 8 Millionen auf 30 Millionen Besucher pro Jahr gesteigert werden. Zur Stärkung des Pilger-Tourismus nahm Mohammed bin Salman 2018 den Hochgeschwindigkeitszug Haramain Express zwischen Mekka und Medina in Betrieb. Der Haddsch, die islamische Pilgerfahrt nach Mekka, die jährlich bis zu 30 Milliarden Dollar Einnahmen generiert, gilt als wichtige Einnahmequelle. Bisher wurde der Preis des Haddsch auf bis zu 11.000 Euro pro Person erhöht.
 

2024 beschloss er, 100 Milliarden US-Dollar für die Entwicklung künstlicher Intelligenz und anderer Zukunftstechnologien bereitzustellen.

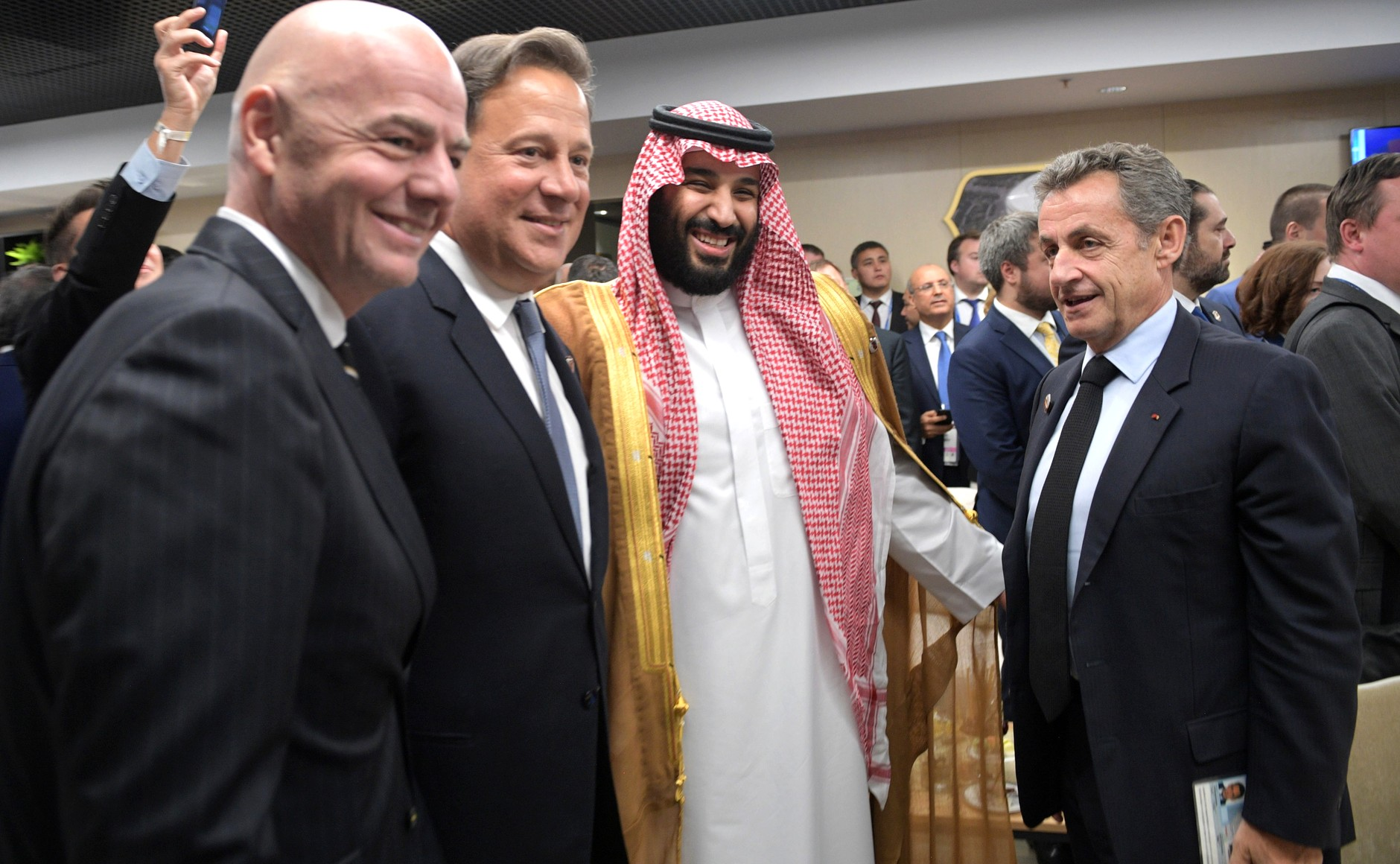
bin Salman mit dem Präsidenten des FIFA-Fußballverbandes Gianni Infantino und den früheren Staatspräsidenten von Panama (Varela) und Frankreich (Sarkozy) bei der Fußball-WM 2018.

#### Sportswashing durch Investitionen in Fußball
Der saudi-arabische Staatsfonds Public Investment Fund (PIF), dessen Vorsitzender bin Salman ist, übernahm im Jahr 2023 zu je 75 Prozent die vier Topclubs der obersten arabischen Fußballliga (Al-Hilal, Al-Nassr, Al-Ahli und Al-Ittihad) und investierte massiv in diese. Hatten die Clubs in den Jahren zuvor vereinzelt namhafte weltbekannte Fußballer, die zuvor in europäischen Fußballligen gespielt hatten, gekauft (bspw. Cristiano Ronaldo) weiteten die Clubs im Jahr 2023 ihren Kauf teurer bekannter Fußballspieler aus. Allein 2023 wurden über 550 Millionen Euro für Transfers ausgegeben. Die Ausrichtung der Endrunde der 25. Fußball-Weltmeisterschaft der Männer 2034 wurde von der FIFA im Dezember 2024 an Saudi-Arabien vergeben. Amnesty International und Human Rights Watch bezeichnen die milliardenschweren Investitionen als Sportswashing, das von den saudischen Menschenrechtsverletzungen ablenken und ein internationales positiveres Bild von Saudi-Arabien schaffen soll.

#### Aufbau einer Computerspielindustrie
Zum Aufbau und Entwicklung einer heimischen Videospielindustrie plant Saudi-Arabien bis zum Jahr 2030 insgesamt 38 Milliarden Dollar auszugeben. Ziel soll es sein, den Weltmarktführer aufgebaut zu haben.

### Kulturwandel im Kino
Im Jahr 2023 erlaubte bin Salman die Ausstrahlung des US-amerikanischen feministischen Mädchenfilms Barbie in saudi-arabischen Kinos, wo der Film zu einem Publikumsmagneten wurde. Vor der Erlaubnis hatte sich der Film in vielen anderen Ländern zu einem Verkaufsschlager entwickelt.

### Frauenrechte
siehe auch: Situation der Frau in Saudi-Arabien
Mohammed bin Salman leitete umfangreiche Reformen der Stellung der Frau in der saudi-arabischen Gesellschaft ein. Die Weltbank führte 2020 in ihrem Bericht Women, Business and the Law Saudi-Arabien als das Land mit dem größten Fortschritt bei der Reformierung von Frauenrechten innerhalb der vergangenen beiden Jahre auf, darunter Reformen des Vormundschaftsrechts und des Eherechts, der Gesetze gegen Diskriminierung und Belästigung am Arbeitsplatz, des Mutterschutzes, der Kreditvergabe für Unternehmensgründerinnen und der Rentenversicherung.

#### Abschaffung des Verhüllungszwangs
Im März 2018 leitete Mohammed bin Salman mit einem 60-Minutes-Interview das Ende des Verhüllungszwangs für Frauen ein. Der islamische Rechtswissenschaftler bin Salman gab bekannt, dass die Scharia lediglich eine anständige und respektvolle Kleidung vorsehe. Der zuvor omnipräsenten Religionspolizei, die die Einhaltung des Verhüllungszwangs auf Saudi-Arabiens Straßen kontrollierte, entzog er die Befugnisse zur Durchsetzung ihrer Vorstellungen.

#### Abschaffung des Fahrverbots für Frauen
Seit Juni 2018 können Frauen in Saudi-Arabien einen Führerschein machen und Auto fahren.
Neben der hohen gesellschaftspolitischen Bedeutung der Abschaffung des Frauen-Fahrverbots wird in der Maßnahme ein wichtiger Schritt Mohammed bin Salmans zur Senkung der Abhängigkeit der saudi-arabischen Wirtschaft von Öl-Einnahmen gesehen. Die mit der Fahrerlaubnis verbundene Steigerung der Partizipation von Frauen am Erwerbsleben könne Berechnungen Bloomberg Economics’ zufolge zur Steigerung der Wirtschaftsleistung um 90 Milliarden $ bis 2030 führen.

#### Vormundschaftssystem
Bis August 2019 sah das saudi-arabische Vormundschaftssystem vor, dass Frauen nur mit dem Einverständnis eines männlichen Vormunds einen Reisepass beantragen und ins Ausland reisen durften. Dies wurde mit einer Gesetzesreform abgeschafft. Frauen können außerdem eigenständig die Geburt eines Kindes sowie Hochzeit oder Scheidung bei Behörden melden sowie die Vormundschaft für ein minderjähriges Kind übernehmen. Zuvor war auch die männliche Vormundschaft über die Aufnahme von Studium oder Arbeitsplatz, die Vertretung vor Gericht und die Veranlassung von Krankenhausbehandlungen aufgehoben worden.
Trotzdem bleibt das Vormundschaftssystem weitgehend intakt. So benötigen Frauen weiterhin die Erlaubnis eines männlichen Vormunds, um zu heiraten, das Gefängnis zu verlassen oder bestimmte Formen der sexuellen und reproduktiven Gesundheitsversorgung in Anspruch zu nehmen. Nach Berichten von Human Rights Watch können Ehemänner ihre Einwilligung verweigern, wenn eine Frau im Ausland eine höhere Ausbildung anstrebt. Um heiraten zu können, benötigen Frauen die Erlaubnis ihres männlichen Vormunds. Sobald Frauen verheiratet sind, müssen sie ihren Ehemännern in „vernünftiger Weise“ gehorchen.
In den Artikeln 42 und 55 des im März 2022 kodifizierten Personenstandsgesetz heißt es zusammen, dass die finanzielle Unterstützung eines Ehemanns ausdrücklich vom „Gehorsam“ der Ehefrau gegenüber dem Ehemann abhängig gemacht wird, und sie kann ihr Recht auf eine solche Unterstützung verlieren, wenn sie sich ohne eine „legitime Entschuldigung“ weigert, Sex mit ihm zu haben, zu ihm zu ziehen oder im Ehehaus zu wohnen oder mit ihm zu reisen. Artikel 42 Absatz 3 besagt, dass keiner der Ehegatten ohne Zustimmung des anderen Ehegatten auf sexuelle Beziehungen oder das Zusammenleben mit dem anderen verzichten darf, was ein eheliches Recht auf Geschlechtsverkehr impliziert.
Artikel 9 legt das gesetzliche Heiratsalter auf 18 Jahre fest, erlaubt den Gerichten jedoch, die Heirat eines Kindes unter 18 Jahren zu genehmigen, wenn dieses die Pubertät erreicht hat und nachgewiesen werden kann, dass die Ehe dem Kind einen „nachweisbaren Vorteil“ bringt. Während Männer sich einseitig von Frauen scheiden lassen können, können Frauen bei einem Gericht nur aus begrenzten Gründen die Auflösung ihres Ehevertrags beantragen und müssen als Voraussetzung „Schaden beweisen“. Das Gesetz legt nicht fest, was einen „Schaden“ darstellt oder welche Beweise zur Untermauerung eines Falles vorgelegt werden können, und lässt den Richtern Spielraum bei der Auslegung und Durchsetzung.
Elemente des männlichen Vormundschaftssystems, die weiterhin in der Praxis bestehen, können eine geschiedene Frau an der finanziellen Unabhängigkeit hindern. Beispielsweise kann ein Mann nach der Scheidung finanzielle Unterstützungszahlungen an seine Ex-Frau über deren männlichen Verwandten weiterleiten, wenn diese nach der Scheidung bei ihrer Familie lebt, und ihr so den direkten Zugriff auf die Zahlungen verweigern.
Nach dem saudischen Personenstandsgesetz sind Väter die Vormunde ihrer Kinder. Selbst wenn die Behörden anordnen, dass die Kinder bei ihren Müttern leben, haben Frauen nur begrenzte Macht über das Leben ihrer Kinder und können nicht als Vormunde der Kinder fungieren, es sei denn, ein Gericht ernennt sie. Die Gesetzesänderungen aus den Jahren 2016 und 2019, die es Müttern mit dem alleinigen Sorgerecht für ihre Kinder ermöglichen, ohne einen männlichen Vormund einen Reisepass zu beantragen, eine Reiseerlaubnis zu erteilen und wichtige Dokumente für ihre Kinder zu erhalten, werden offenbar uneinheitlich angewendet.

#### Abschaffung der Geschlechtertrennung
Ende 2019 gab die saudi-arabische Regierung bekannt, dass die Geschlechtertrennung in der Öffentlichkeit aufgehoben sei. Zuvor waren Kontakte zwischen Männern und Frauen in der Öffentlichkeit auf Verwandte beschränkt gewesen. Die Aufteilung vieler öffentlicher Bereiche, etwa von Cafés und Ladengeschäften, in Bereiche für Frauen, ggf. in Begleitung männlicher Verwandtschaft, einerseits und Männern andererseits entfiel; separate Eingänge müssen nicht mehr vorgehalten werden. Der Besuch von Kinos, Konzerten und Sportstadien ist Frauen seither ohne männliche Begleitung möglich.

#### Erhöhung der Partizipation von Frauen am Erwerbsleben
Die Erwerbsquote von Frauen stieg in Saudi-Arabien innerhalb von zwei Jahren um 64 %. Lag die Erwerbsquote Ende 2018 noch bei 20 %, wurde Ende 2020 eine Erwerbsquote von 33 % beobachtet. Das in Mohammed bin Salmans Vision 2030 formulierte Ziel von einer Erwerbsquote von 30 % wurde damit erreicht.

### Energiepolitik
Die Vision 2030 beinhaltet u. a. einen Ausbau erneuerbarer Energien mit dem Ziel, das Land langfristig vom Öl unabhängig zu machen. Im Rahmen der grünen saudi-arabischen Initiative sollen 50 % des Energieverbrauchs mit erneuerbaren Energiequellen erzeugt werden.
Im April 2016 umging er den langjährigen Öl-Minister Ali Al-Naimi und übernahm das Ölgeschäft, indem er beim Ölgipfel in Doha eine lange geplante Vereinbarung scheitern ließ: OPEC- und Nicht-OPEC-Staaten wollten sich darauf einigen, die Ölproduktion zu stoppen, um einen weiteren Preisverfall aufzuhalten. In den gleichgeschalteten saudischen Medien wurde Mohammed als Nationalheld gefeiert. Zur Nutzung der 16 geplanten Kernkraftwerke erklärte Mohammed im März 2018, Saudi-Arabien strebe eine ausschließlich zivile Nutzung dieser Energie an; im Fall, dass Iran über Atomwaffen verfüge, werde das Land allerdings „so schnell wie möglich nachziehen“.

## Vorgehen gegen Kontrahenten und Aktivisten
Im November 2017 wurde er von seinem Vater König Salman als Leiter eines neu geschaffenen Anti-Korruptions-Komitees eingesetzt. Das Komitee erhielt die Befugnis zur Einleitung von Ermittlungen, zum Erlass von Haftbefehlen, zur Auflage von Reisebeschränkungen und zum Einfrieren von Vermögenswerten. Der Kronprinz ließ daraufhin 381 prominente Saudis vorladen, darunter führende Geschäftsleute, Politiker und Prinzen. Über 200 von ihnen wurden verhaftet, darunter Al-Walid ibn Talal, Turki bin Abdullah, Mutaib bin Abdullah und Adel al-Fakeih. Zur Durchführung der Ermittlungen wurde das Hotel Ritz Carlton in Riad zum Gefängnis für die prominenten Verhafteten umfunktioniert und erst im Februar 2018 wieder für den gewöhnlichen Hotelbetrieb freigegeben. Der wirtschaftliche Schaden durch Korruption wurde im Zuge der Antikorruptionskampagne auf 800 Milliarden $ geschätzt. Kronprinz Mohammed bin Salman gab an, 100 Milliarden $ von den Verhafteten an die Staatskasse zurückführen zu wollen. Im Januar 2018 wurde bekannt, dass im Rahmen von Vergleichen 106 Milliarden $ von den Verhafteten eingezogen wurden. 56 Verdächtige verblieben zu diesem Zeitpunkt in Haft. Saudi-Arabiens Platzierung im Korruptionswahrnehmungsindex von Transparency International verbesserte sich in den Folgejahren bis auf Platz 52 von 180 im Jahr 2020, gleichauf mit Italien und Malta.
Die internationale Rezeption der eingeleiteten Anti-Korruptionsmaßnahmen beinhaltet nicht nur Lob für die Erfolge des Kronprinzen, sondern auch den Vorwurf des von der Korruptionsbekämpfung losgelösten Motivs der Machtkonsolidierung. Dass das von Mitgliedern der Königsfamilie eingezogene Vermögen auf die gesamte saudische Bevölkerung verteilt wird, kann bezweifelt werden. So kaufte sich Mohammed bin Salman 2015 für umgerechnet 500 Millionen Euro eine Megayacht und ersteigerte im November 2017 das damals teuerste Gemälde aller Zeiten, Salvator mundi von Leonardo da Vinci, für 450 Millionen Dollar.
Insbesondere die Verhaftungen von Turki bin Abdullah, Ahmed bin Abd al-Aziz und Mohammed bin Naif waren von Kritik begleitet. Zu den Verhafteten zählen nicht nur potentielle Konkurrenten um die Macht innerhalb der Saudi-Dynastie, sondern auch Reformkritiker von unterschiedlichen Seiten. Auf der einen Seite verurteilten konservative religiöse Kreise seine Reformen, insbesondere die Stärkung von Frauenrechten, auf der anderen Seite forderten Frauenrechtsaktivisten ein noch höheres Reformtempo. Die Kritiker mit der größten medialen Reichweite wurden sowohl auf Seite religiös-konservativer Reformgegner als auch auf Seite von Frauenrechtsaktivisten verhaftet. Im September 2017 wurden die prominenten Kleriker Awad al-Qarni, Salman al-Auda und Ali al-Omari inhaftiert.
Die im Mai 2018 zum wiederholten Male inhaftierte Frauenrechtsaktivistin Loujain al-Hathloul wurde im Februar 2021 freigelassen, die mit ihr verhaftete Professorin Hatoon al-Fassi schon im Mai 2019 und Madeha Alajroush bereits nach wenigen Tagen. Samar Badawi wurde erst im Juni 2021 freigelassen. Trotz der Freilassungen stehen viele der Aktivistinnen weiterhin unter Bewährungsauflagen.
Ende 2020 gab Mohammed bin Salman den Einzug weiterer 65 Milliarden $ bekannt. Anfang 2021 beschuldigte er den ehemaligen Geheimdienstmitarbeiter Saad al-Jabri der Veruntreuung von 3,5 Milliarden $. Dieser war 2017 ins kanadische Exil gegangen und hatte Mohammed bin Salman Ende 2020 beschuldigt, seinem Cousin Mohammed bin Naif in einem Gespräch 2014 empfohlen zu haben, den damaligen König Abdullah mit einem russischen Giftring zu ermorden, um seinen eigenen Vater auf den Thron zu bringen. Auf die Klage Mohammed bin Salmans hin fror ein Gericht von Ontario die weltweiten Vermögenswerte al-Jabris ein. Im März 2021 lehnte es den Widerspruch al-Jabris ab.
Ein aktuelles Beispiel für den Umgang mit Kritik in Saudi-Arabien stellt der Fall von Salma al-Shehab dar. Im August 2022 wurde sie für das Teilen von regimekritischen Twitter-Nachrichten mit 34 Jahre Gefängnis belegt. Daran anschließend wurde für sie ein 34-jähriges Reiseverbot verfügt.

## Auftragsmord an Kashoggi

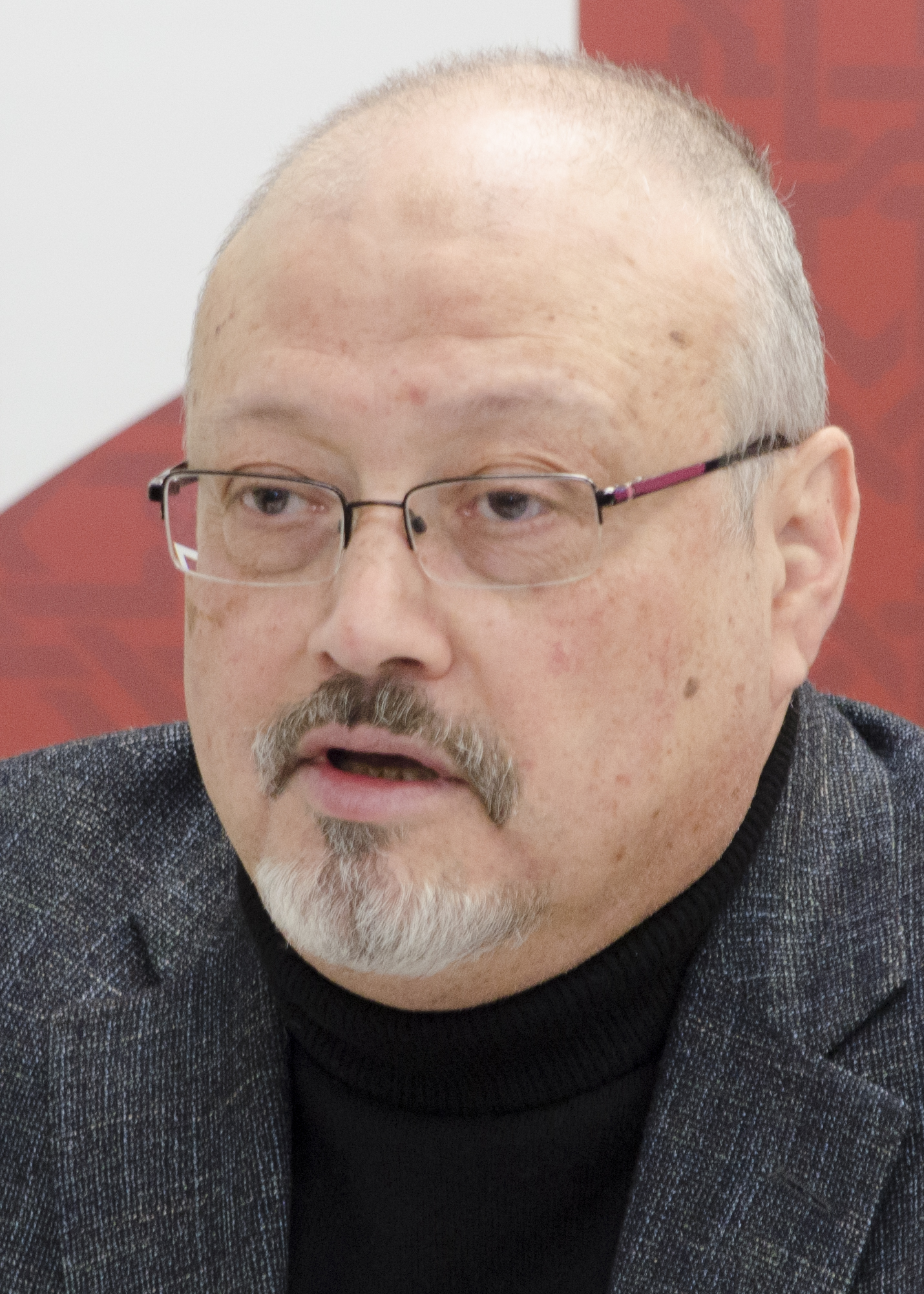
Der 2018 ermordete Jamal Kashoggi

Mohammed bin Salman versuchte zuvor, den Journalisten Jamal Kashoggi aus dem amerikanischen Exil zurück nach Saudi-Arabien zu locken, um ihn verhaften zu lassen. Darauf ging dieser nicht ein. Allerdings benötigte Kashoggi Dokumente für seine Heirat, da er sich wenige Tage vorher verlobt hatte; deshalb suchte er am 28. September 2018 unangemeldet die saudische Botschaft in Istanbul auf. Bei seinem erneuten Besuch am 2. Oktober wurde Kashoggi dort ermordet. Durchgeführt haben soll den Mord ein aus Saudi-Arabien mit einem Privatjet eingereistes Killerkommando. Um die Tat zu vertuschen und keine Spuren zurückzulassen, soll der Körper des Opfers zerstückelt und verbrannt worden sein. Einige Tage später wurden Journalisten vom saudischen Generalkonsul zu einem Rundgang durch das Gebäude eingeladen. Eingeräumt wurde die Ermordung erst am 19. Oktober.
Nachdem Mohammed bin Salman im Herbst 2022 von seinem Vater zum Premierminister seines Landes befördert worden war, machte das Justizministerium der Vereinigten Staaten von einer Immunitätsklausel Gebrauch, wodurch ein, wegen der Ermordung von Khashoggi, anhängiges Zivilverfahren gegen ihn an einem US-Gericht verhindert wurde. Im Dezember 2022 folgte ein US-Bundesrichter dieser Argumentation, als er eine Klage von Khashoggis Ex-Frau gegen Mohammed bin Salman aus Immunitätsgründen abwies.

## Militärintervention und humanitäre Krise im Jemen
Als Verteidigungsminister war er für den Militäreinsatz Saudi-Arabiens im Bürgerkrieg des benachbarten Jemens seit 2015 und die saudischen Grenzblockaden verantwortlich, wodurch in den ersten drei Jahren des Krieges bereits bis zu 85.000 Kinder an Unterernährung starben. Insgesamt starben etwa die Hälfte der ca. 377.000 Toten an Unterernährung. 2022 litten etwa 2,2 Millionen Kinder im Jemen an Unterernährung. Der Bürgerkrieg im Jemen gilt als schlimmste humanitäre Krise weltweit.

## Massentötung von äthiopischen Flüchtlingen
Siehe auch: Saudische Massentötung von äthiopischen Flüchtlingen
An der jemenitischen Grenze wurden laut Human Rights Watch zwischen März und Juni 2023 mindestens mehrere hundert äthiopische Flüchtlinge getötet, die auf diesem Weg versuchten, nach Saudi-Arabien zu fliehen. Dabei wurden auch Explosionswaffen genutzt. Seit 2014 werden Flüchtlinge an der jemenitischen Grenze von der saudischen Grenzpolizei erschossen. Die äthiopischen Flüchtlinge werden vorher von jemenitischen Schmugglern und zum Teil mit Hilfe der Huthis an die saudische Grenze zu Jemen gebracht. Die Flüchtlinge, die die Grenze überschreiten, werden beschossen und mit Steinen und Metallstangen geschlagen. Den Aussagen von überlebenden Flüchtlingen nach werden manche Männer dazu gezwungen, Mädchen zu vergewaltigen und exekutiert, wenn sie dies verweigern.

## „Normalisierung“ Israels und palästinensische Staatlichkeit
Umfragen in der Anfangsphase des Krieges in Israel und Gaza zeigten, dass über 90 Prozent der Saudis der Meinung waren, dass die arabischen Staaten ihre Beziehungen zu Israel abbrechen sollten. Die USA drängten seit Jahren auf die Normalisierung Israels und bezeichneten in diesem Zusammenhang die Abraham-Abkommen als „Deal des Jahrhunderts“, aber Riad wies Berichte über Fortschritte zurück. Nach den Ereignissen im Gaza-Streifen und Israels Anschläge am 17. und 18. September 2024 im Libanon und in Syrien, lehnte bin Salman die Normalisierung der Beziehungen zu Israel noch deutlicher ab. Er erklärte öffentlich, bei der jährlichen Ansprache vor dem Schura-Rat am 19. September 2024 in Riad, dass Saudi-Arabien die Beziehungen zu Israel nicht normalisieren wird, bis Palästina als Staat mit Ostjerusalem als Hauptstadt anerkannt ist.
Bei einer gemeinsamen Dringlichkeitssitzung in Riad am 11. November 2024 der Organisation für Islamische Zusammenarbeit und der 57 Mitgliedsländer der Arabischen Liga (OIZ) wegen der „eskalierenden Gewalt in den palästinensischen und libanesischen Gebieten“ erklärte Kronprinz Mohammed Bin Salman, dass die internationale Gemeinschaft „sofort handeln“ müsse, um den „Völkermord“ Israels zu stoppen, indem sie „ihre Verantwortung übernimmt“. Der saudische de facto Staatschef erklärte, das Königreich erneuere „seine Verurteilung und kategorische Ablehnung des von Israel am brüderlichen palästinensischen Volk begangenen Völkermords, der 150.000 Märtyrerleben, Verwundete und Vermisste gefordert hat, die meisten davon Frauen und Kinder“. Die Welt müsse „die israelischen Aktionen gegen unsere Brüder in Palästina und im Libanon sofort beenden“ und bezeichnete den Iran auch als „Schwesterrepublik“, ein Begriff, der normalerweise den „brüderlichen Völkern“ der arabischen Welt vorbehalten ist. In der Abschlusserklärung wurde zudem die Einheit aller palästinensischen Gebiete - des Gazastreifens, Ostjerusalem und des Westjordanlands gefordert. Die Staatenlenker forderten außerdem die internationale Gemeinschaft auf, „den Export von Waffen und Munition nach Israel zu verbieten“. Die Arabische Liga, die OIZ und eine Kommission der Afrikanischen Union unterzeichneten eine Erklärung in der sich die Länderverbände einigten die Bemühungen für die „palästinensische Sache“ zu erhöhen.

## Verhältnis zum iranischen Ajatollah-Regime
Im Jahr 2017 bezeichnete bin Salman den obersten Führer der Islamischen Republik Iran, Ajatollah Ali Chamenei, als „Hitler des Mittleren Ostens“. Im Folgejahr erklärte bin Salman, dass Saudi-Arabien sich ebenfalls atomar bewaffnen werde, sollte der Iran dies mit dessen Atomprogramm tun. 2023 nahmen Saudi-Arabien und der Iran nach einem von China vermittelten Abkommen allerdings wieder reguläre diplomatische Beziehungen auf.

## Familie
Mohammed bin Salman ist mit seiner Halbcousine Sara bint Mashhur verheiratet. Saras Vater Mashhur bin Abdulaziz ist ein Halbbruder von Mohammeds Vater Salman. Das Paar hat drei Söhne und zwei Töchter. Seine ältesten vier Kinder sind nach ihren Großeltern und sein jüngster 2021 geborener Sohn nach dem Urgroßvater und Gründer Saudi-Arabiens König Abdulaziz benannt.
Mohammed bin Salman soll seine Mutter Fahda Al Hithlain mehr als zwei Jahre unter Hausarrest gestellt und vor seinem Vater, König Salman, versteckt haben, um zu verhindern, dass sie sich Salman gegenüber negativ über ihn äußern könnte.

### Geschwister
Siehe: Familie von König Salman und Nachkommen von König Salman

### Vorfahren
|  |                     |  |  |  |  |  |  |  |  |  |  |  |  |  |  |  |
|  | Emir Abdul Rahman   |  |  |  |  |  |  |  |  |  |  |  |  |  |  |  |
|  |                     |  |  |  |  |  |  |  |  |  |  |  |  |  |  |  |
|  |                     |  |  |  |  |  |  |  |  |  |  |  |  |  |  |  |
|  | König Abdulaziz     |  |  |  |  |  |  |  |  |  |  |  |  |  |  |  |
|  |                     |  |  |  |  |  |  |  |  |  |  |  |  |  |  |  |
|  |                     |  |  |  |  |  |  |  |  |  |  |  |  |  |  |  |
|  | Sara Al Sudairi     |  |  |  |  |  |  |  |  |  |  |  |  |  |  |  |
|  |                     |  |  |  |  |  |  |  |  |  |  |  |  |  |  |  |
|  |                     |  |  |  |  |  |  |  |  |  |  |  |  |  |  |  |
|  | König Salman        |  |  |  |  |  |  |  |  |  |  |  |  |  |  |  |
|  |                     |  |  |  |  |  |  |  |  |  |  |  |  |  |  |  |
|  |                     |  |  |  |  |  |  |  |  |  |  |  |  |  |  |  |
|  | Ahmed Al Sudairi    |  |  |  |  |  |  |  |  |  |  |  |  |  |  |  |
|  |                     |  |  |  |  |  |  |  |  |  |  |  |  |  |  |  |
|  |                     |  |  |  |  |  |  |  |  |  |  |  |  |  |  |  |
|  | Hussa Al Sudairi    |  |  |  |  |  |  |  |  |  |  |  |  |  |  |  |
|  |                     |  |  |  |  |  |  |  |  |  |  |  |  |  |  |  |
|  |                     |  |  |  |  |  |  |  |  |  |  |  |  |  |  |  |
|  | Sharifa Al Suwaidi  |  |  |  |  |  |  |  |  |  |  |  |  |  |  |  |
|  |                     |  |  |  |  |  |  |  |  |  |  |  |  |  |  |  |
|  |                     |  |  |  |  |  |  |  |  |  |  |  |  |  |  |  |
|  | Mohammed bin Salman |  |  |  |  |  |  |  |  |  |  |  |  |  |  |  |
|  |                     |  |  |  |  |  |  |  |  |  |  |  |  |  |  |  |
|  |                     |  |  |  |  |  |  |  |  |  |  |  |  |  |  |  |
|  | Sultan Al Hithlain  |  |  |  |  |  |  |  |  |  |  |  |  |  |  |  |
|  |                     |  |  |  |  |  |  |  |  |  |  |  |  |  |  |  |
|  |                     |  |  |  |  |  |  |  |  |  |  |  |  |  |  |  |
|  | Falah Al Hithlain   |  |  |  |  |  |  |  |  |  |  |  |  |  |  |  |
|  |                     |  |  |  |  |  |  |  |  |  |  |  |  |  |  |  |
|  |                     |  |  |  |  |  |  |  |  |  |  |  |  |  |  |  |
|  | Fahda Al Hithlain   |  |  |  |  |  |  |  |  |  |  |  |  |  |  |  |
|  |                     |  |  |  |  |  |  |  |  |  |  |  |  |  |  |  |
|  |                     |  |  |  |  |  |  |  |  |  |  |  |  |  |  |  |